# Michel Vieuchange
Michel Vieuchange (* 26. August 1904 in Nevers; † 30. November 1930 in Agadir) war ein französischer Abenteurer. Er war der erste Europäer, der die verbotene Stadt Smara in der Sahara bereiste.

## Leben
Ziel seiner Reise war es, Stoff für einen Roman zu sammeln. Am 10. September 1930 startete er seine Expedition, ohne den exakten Standort von Smara zu kennen. Er erreichte die Stadt unter großen Mühen und durch Krankheiten stark geschwächt. Da die Region damals für Christen verboten war, reiste er teils als Berberfrau verkleidet oder wurde von seinen arabischen Begleitern in einem Tragekorb versteckt und auf eine Kamel gebunden.
Am 16. November gelang es ihm nach Tiznit zurückzukehren, er starb allerdings kurz darauf in Agadir im Alter von 26 Jahren an Bakterienruhr, die er sich während der Reise zugezogen hatte.
Sein Bruder veröffentlichte die auf der Reise verfassten Aufzeichnungen unter dem Titel Smara – Die verbotene Stadt im Jahre 1937.

## Neuausgabe
- Smara. Verbotene Stadt, hrsg. v. Jean Vieuchange, übers. v. Wilhelm Otto von Riedemann. Klett-Cotta, Stuttgart 1995. ISBN 3-608-91226-6